# Paramunna brevipes
Paramunna brevipes là một loài chân đều trong họ Paramunnidae. Loài này được Bate & Westwood miêu tả khoa học năm 1868.